# Diemjan Biedny
Diemjan Biedny (ros. Демья́н Бе́дный), właściwie Jefim Aleksiejewicz Pridworow (ros. Ефи́м Алексе́евич Придво́ров; ur. 1 kwietnia?/13 kwietnia 1883 w Hubiwce w guberni chersońskiej, zm. 25 maja 1945 w Moskwie) – rosyjski pisarz, satyryk, bajkopisarz i poeta. Autor bajek politycznych, wierszy satyrycznych, poematów i felietonów na temat społecznych zmian okresu porewolucyjnego. 

## Życiorys
Syn biednego chłopa z guberni chersońskiej. Ukończył wojskową szkołę felczerską w Kijowie, po czym przez 4 lata służył w wojsku. W 1904–1908 studiował na Wydziale Historyczno-Filologicznym Uniwersytetu Petersburskiego. Od 1910 roku był stronnikiem bolszewizmu, którego idee szerzył w wierszach, bajkach i satyrach (ważniejsze jego utwory: „Krasnoarmiejcy“, „Chłopi“, „Do Androna“, „Zrewidowany Nowy Testament“ (wydanie zbiorowe 1923). W 1913 roku zadebiutował zbiorem wierszy satyryczno-politycznych Basni. W okresie rewolucji i wojny domowej prowadził działalność propagandowo-agitacyjną. Wydał poemat o rewolucji  Pro ziemlu, pro wolu...  (1917) oraz zbiory wierszy: W ogniennom kolce (1918), Manifiest Judienicza (1920). Polski wybór utworów:  Znajome twarze (1951) i przekłady w antologii Dwa wieki poezji rosyjskiej (1954). 
Został pochowany na Cmentarzu Nowodziewiczym w Moskwie.

## Twórczość
- 1951:  Znajome twarze[6][7] (Знакомые лица)

## Literatura
- Diemian Biedny, Znajome twarze, Wydawnictwo Czytelnik, Warszawa 1951.